# Валериан Куйбышев (танкер)
«Elbruz», «Сураханнефть» (с 1930), «Сураханы» (с 1934), «Валериан Куйбышев» (с 1935) — советский танкер, принимавший участие в Великой Отечественной войне на Чёрном море. Был потоплен немецкой авиацией 2 апреля 1942 года на траверзе станицы Благовещенская.

## История
Первоначальное название судна «Elbruz». Оно было спущено на воду в 1914 году на верфи «Tyne Iron Shipbuilding Co Ltd» в английском порту Ньюкасл.
Бельгийский танкер «Эльбрус» (Elbrus), был получен от Бельгии, осенью 1914 года мобилизован и вошёл в состав Черноморского флота. 20 июня 1918 года в ходе затопления кораблей Черноморского флота в Цемесской бухте  лёг на дно на глубине 20 метров. Белыми проводились работы по подъёму под руководством Г. Н. Сиденснера, не закончены. После Гражданской войны работы вела организация Госсудоподъем, но также неудачно. В итоге был поднят 21 июля 1925 года уже водолазами ЭПРОН и восстановлен. Носил названия «Сураханнефть» (с 1930), «Сураханы» (с 1934), «Валериан Куйбышев» (с 1935). 
Зачислен в состав объединения «Совтанкер» и переименован в «Валериан Куйбышев» (в честь советского политического деятеля скоропостижно скончавшегося 25 января 1935 года в городе Москве).
27 июля 1941 года судно было мобилизована и зачислено в списки Черноморского флота в качестве вспомогательного судна.
2 апреля 1942 года «Валериан Куйбышев» вышел из Новороссийска в Камыш-Бурун, следуя в составе ордера, состоящей из одного эсминца и двух сторожевых катеров (в некоторых источниках упоминается также минный тральщик). Воздушное прикрытие обеспечивала пара истребителей МиГ-3.
Вечером того же дня пятерка немецких самолетов-торпедоносцев He-111 атаковала отряд в районе банки «Мария Магдалина». Корабли охранения не смогли отразить налёт. Одна торпеда попала в район кормового танка. Горящая масса бензина и керосина разлилась по палубе, ударная волна разрушила мостик и часть надстроек.
Капитан Собко попытался организовать тушение пожара, но магистраль водопровода была выведена из строя. Был отдан приказ покинуть судно с носовой оконечности. С поверхности моря сторожевыми катерами было поднято 32 из 56 находившихся на танкере людей.

## Современное состояние
Остатки судна находятся на глубине 12 метров в 700 м от уреза береговой линии Бугазской косы. Осмотры корпуса «Куйбышева» помогли восстановить хронологию событий после эвакуации членов экипажа. Перед затоплением танкер взорвался и переломившись на 2 части затонул. Дайверы нашли на дне множество крупных обломков танкера таких как кормовая часть, носовая часть, центральная часть, другие части, рассеянных по площади 2 км². Верх кормовой части находится близко к поверхности воды  и затрудняет навигацию в районе. 